# Alfred Pohl

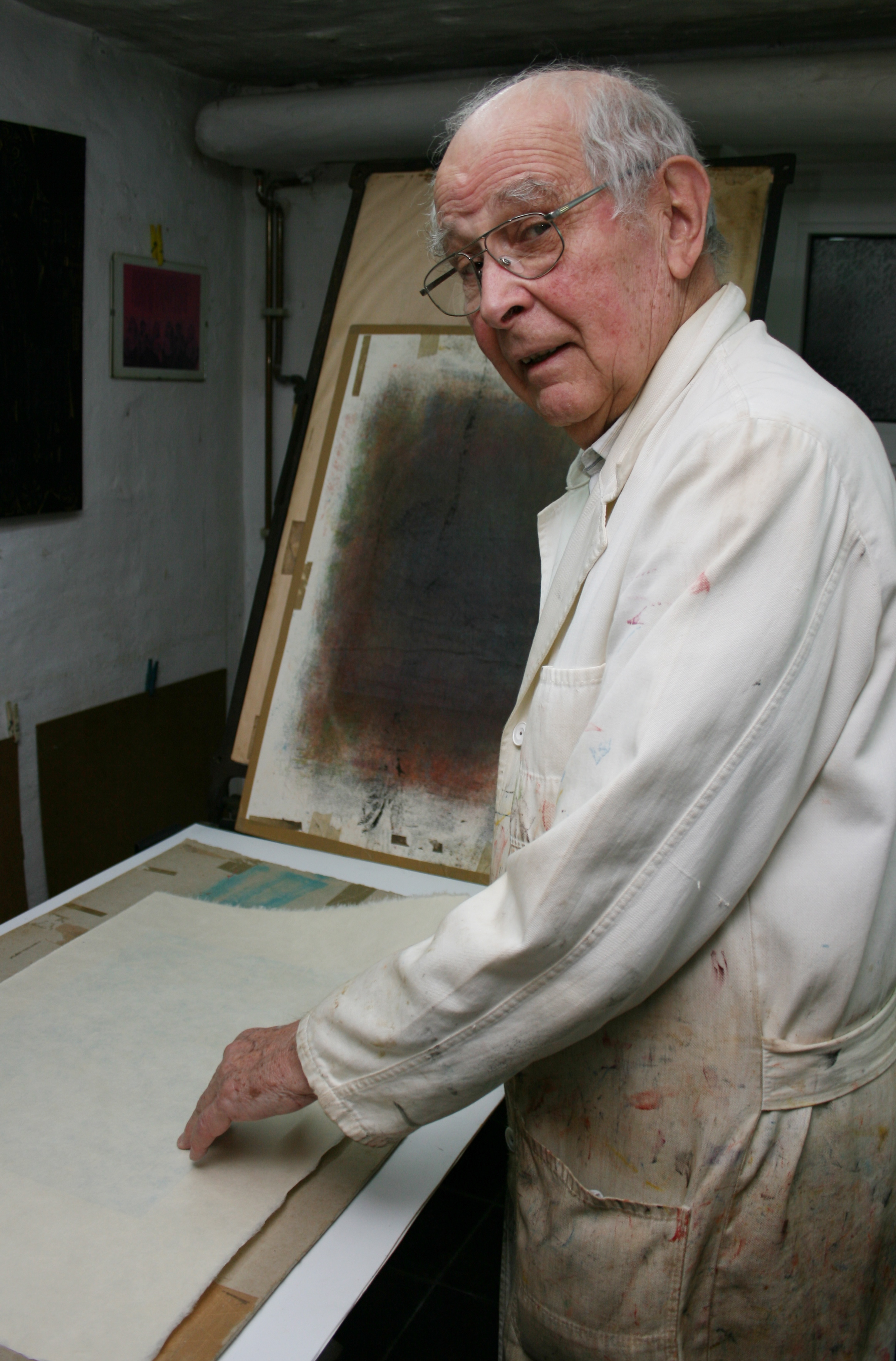
Alfred Pohl (2009)

Alfred Pohl (* 22. August 1928 in Essen; † 4. Februar 2019 in Göttingen) war ein deutscher Graphiker und Holzschneider.

## Leben
Alfred Pohl absolvierte von 1947 bis 1948 ein Studium an der Werkkunstschule Trier. Anschließend studierte er von 1954 bis 1957 an der Pädagogischen Hochschule Lüneburg, der jetzigen Universität Lüneburg und von 1960 bis 1961 an der Werkkunstschule Hannover. 1965 arbeitete Alfred Pohl im Atelier von Johnny Friedländer in Paris. Von 1963 bis 1967 war er Assistent für Kunsterziehung an der Pädagogischen Hochschule Göttingen, und von 1967 bis 1970 war er Lehrer am Colegio Alexander von Humboldt Lima (Peru). Von 1972 bis 1974 war er Mitglied der misión pedagógica im kolumbianischen Erziehungsministerium. 1974 bis zu seinem Tod Anfang Februar 2019 lebte Alfred Pohl in Göttingen.

## Künstlerische Besonderheit
Alfred Pohl arbeitete beim Holzschnitt bevorzugt mit der „Verlorenen Platte“. Bei der Technik der „Verlorenen Platte“ entsteht der Holzschnitt durch das Bearbeiten nur eines „Druckstockes“, wobei nach dem Drucken jeder Farbe der farbtragende Teil dieser Farbe aus der Holzplatte weggeschnitten wird, bevor die nächste Farbe gedruckt wird. Dabei verkleinert sich Farbe nach Farbe der farbtragende Teil der Platte, während auf dem Bild Farbe nach Farbe erscheint. Am Ende ist die Platte „verloren“, das Bild vollendet. Die bei der ersten Farbe gewählte Auflagenhöhe ist dadurch bereits die endgültige. Nachdrucke sind nicht möglich.

## Einzelausstellungen (Auswahl)
- 1964 Galerie im Centre, Göttingen[2]

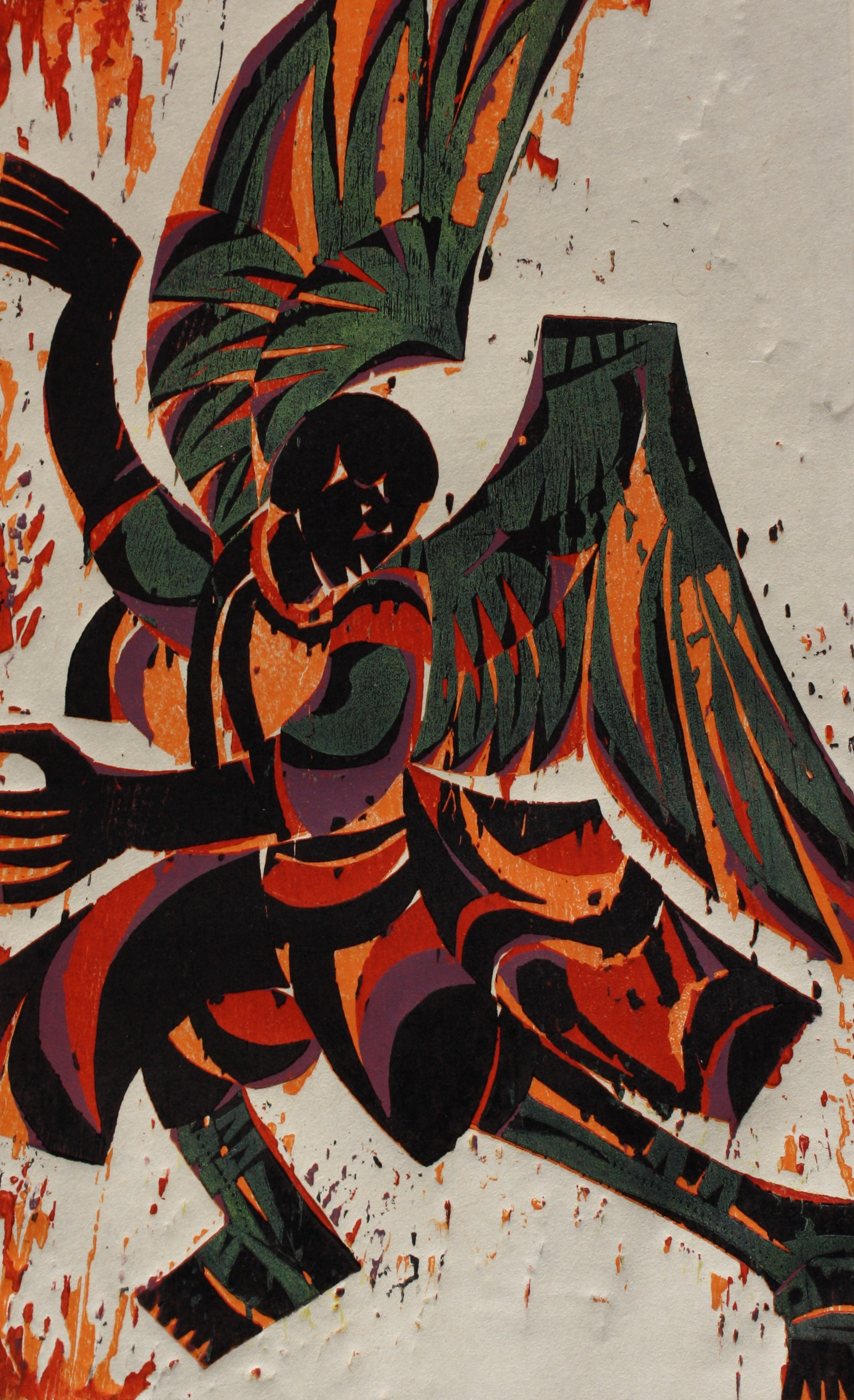
Alfred Pohl, Engel - Erinnerung an Tepotzotlan (Farbholzschnitt in der Technik der verlorenen Platte, 1994)

- 1970 Goethe-Institute in Salvador da Bahia, Porto Alegre u. Sao Paulo (Brasilien)
- 1973/74 Goethe-Institute in Bogota (Kolumbien), Lima (Peru), Quito (Ecuador), La Paz (Bolivien) u. Santiago de Chile (Chile)
- 1971 International Print Society, New Hope (USA) / Overbeck-Gesellschaft Lübeck (Katalog)
- 1973 Museo Zea, Medellin (Kolumbien)
- 1978 Schloss Bellevue Kassel / Galerie Klaus v. Francheville, Hannover (Katalog)
- 1979 Städt. Gustav-Lübcke-Museum Hamm
- 1982 Galerie am Grasholz, Würzburg / Galerie Wolfgang Böhler, Bensheim
- 1983 Universitäts-Bibliothek Princeton (USA)
- 1985 Rautenstrauch-Joest Museum Köln
- 1988 Frankfurter Kunstkabinett
- 1990 Museu Nacional de Belas Artes Rio de Janeiro (Brasilien)
- 1996/97 Städtisches Museum Göttingen (Katalog)[3]
- 2003 Kunst am Faßberg, Göttingen[4]
- 2005 Evangelisches Gemeindehaus Aichwald-Aichschieß (Katalog)
- 2008 Rheinisches LandesMuseum Bonn - Retrospektive - (Katalog)
- 2009 Dommuseum Hildesheim (Katalog) / Altes Rathaus Göttingen, Kunstsammlung der Georg August Universität u. Fachdienst Kultur der Stadt Göttingen
- 2010 Altes Rathaus Winterbach
- 2011 Galerie Alte Feuerwache, Göttingen[5]
- 2018 Kunstsammlung der Universität Göttingen[6]

## Buchillustrationen

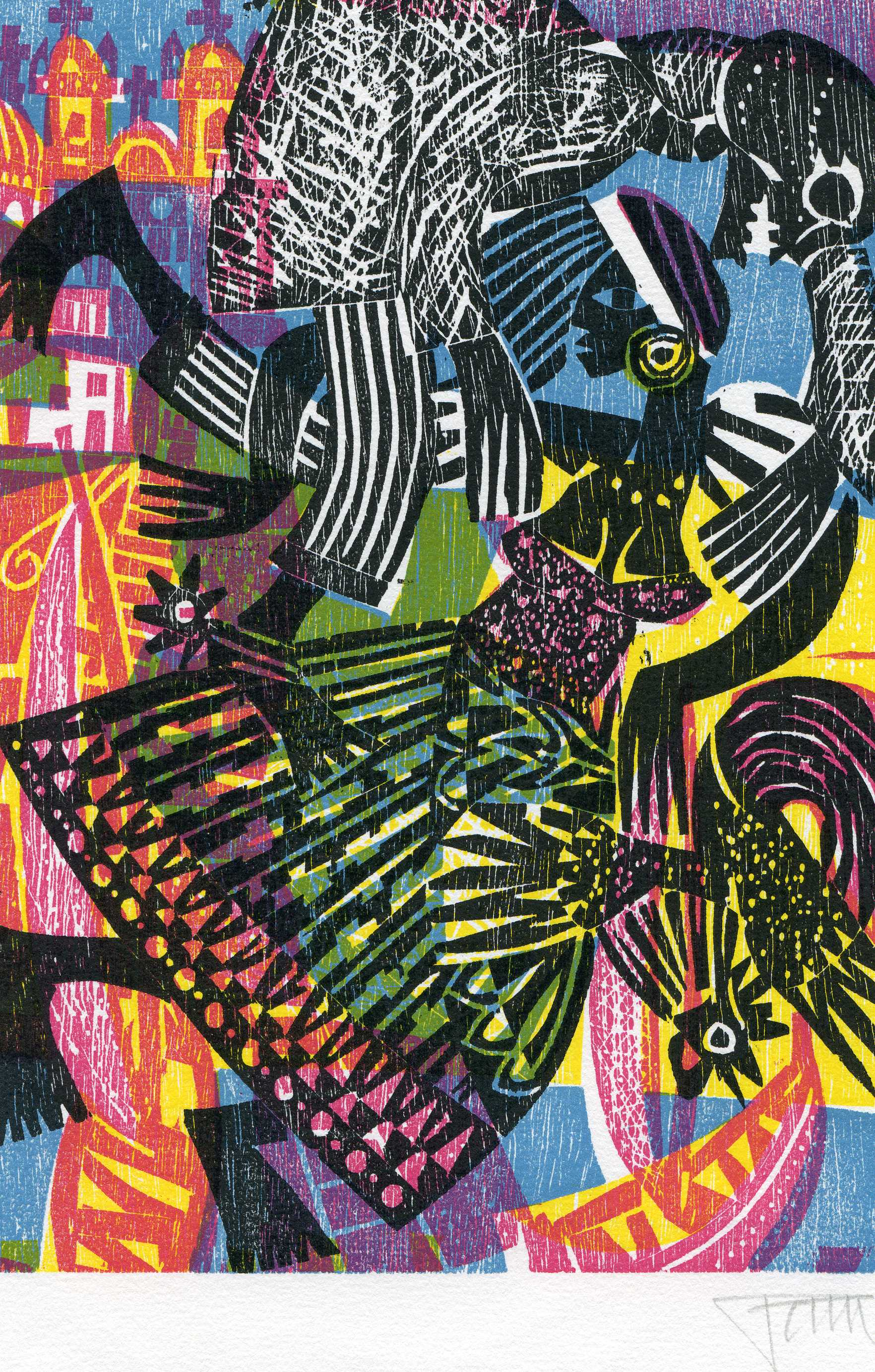
Alfred Pohl, Zu Jorge Amado, Nächte in Bahia (Farbholzschnitt von 4 Platten, 1985)

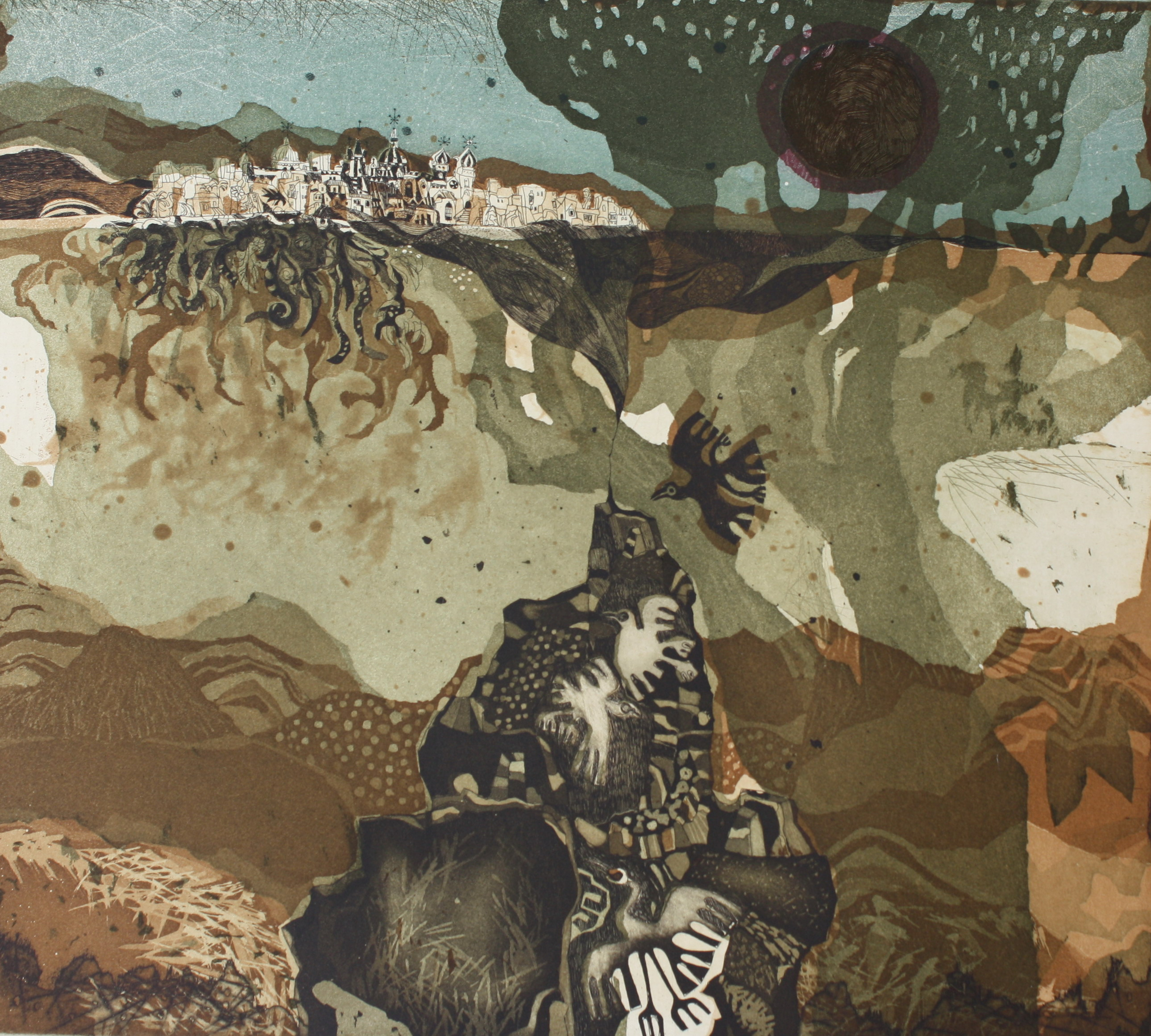
Alfred Pohl, Macondo (Farbradierung, 1986)

- Rudolf Otto Wiemer: Kalle Schneemann. Mit reproduzierten Holzschnitten von Alfred Pohl. Stuttgart 1964.
- Gerhard Ettl: Du Amerika des Südens. Mit Holzschnitten von Alfred Pohl. Weiler im Allgäu 1968.
- Carl Heinz Kurz: Afrikanische Reminiszenzen. Mit Zeichnungen von Alfred Pohl. München 1975.
- Winston Orrillo: Der Berg stürzt in den Park. Mit Holzschnitten von Alfred Pohl. Memmingen 1975.
- Jörg Loskill: Zeitpunkt. Mit Holzschnitten von Alfred Pohl. Gelsenkirchen 1980.
- Karl Krolow: Sterblich. Mit Holzschnitten von Alfred Pohl. Pfaffenweiler 1980.
- Alfred Pohl: Was ich noch tun werde. Gelsenkirchen 1980.
- Rose Ausländer: Einen Drachen reiten. Mit Farbholzschnitten von Alfred Pohl. Pfaffenweiler 1980.
- Barbara Frischmuth: Vom Leben des Pierrot. Mit Farbholzschnitten von Alfred Pohl. Pfaffenweiler 1982.
- Reiner Kunze: einundzwanzig variationen über das Thema „die post“. Mit Holzschnitten von Alfred Pohl. Hauzenberg 1983.
- Rudolf Otto Wiemer: Sehnsucht der Krokodile. Mit reproduzierten Holzschnitten von Alfred Pohl. Göttingen 1985.
- Erich Fitzbauer: Das Südlicht. Mit Farbholzschnitten von Alfred Pohl. Wien 1985.
- Michael Querbach: Ablagerungen. Mit Holzschnitten von Alfred Pohl. Hauzenberg 1985.
- Walter Helmut Fritz: Wie nie zuvor. Mit Holzschnitten von Alfred Pohl. Pfaffenweiler 1986.
- Sigrid Grabert: Flaschenpost. Mit Holzschnitten von Alfred Pohl. Hauzenberg 1986.
- Erich Fitzbauer: Wunschzettel. Mit Farbholzschnitten von Alfred Pohl. Wien 1990.
- Erich Fitzbauer: Sonne, Mond und Wolkentiere. Mit Farbholzschnitten von Alfred Pohl. Wien 1990.
- Siegbert Hein: Sonntägliche Ortsbegehung. Mit Holzschnitten von Alfred Pohl. Passau 1991.
- Ernst Jünger: Serpentara. Mit Holzschnitten von Alfred Pohl. Passau 1991.
- Sibille Brenner: Faultierträume. Mit Holzschnitten von Alfred Pohl. Gerlingen 1992.
- Alfred Pohl: Querschnitte. Passau 1992.
- Hubert Schirneck: Das Fest. Mit Holzschnitten von Alfred Pohl. Krefeld 1992.
- Ernst Jünger: November. Mit Farbholzschnitten von Alfred Pohl. Passau 1993.
- Karl Krolow: Genug ist nie genug. Mit einem Holzschnitt von Alfred Pohl. Passau 1997.
- Josef Imbach: War Licht? Ward Rettung? Mit reproduzierten Vignetten von Alfred Pohl. Würzburg 1998.
- Alfred Pohl: Zeichnungen I. Gelsenkirchen 2000.
- Alfred Pohl: Wüstenbilder. Göttingen 2000.
- Heinrich Heine: Göttingen. Mit Holzschnitten von Alfred Pohl. Göttingen 2005.
- Jens Jenßen: Münchhausiaden. Mit Holzschnitten von Alfred Pohl. Göttingen 2006.

## Ausstellungskataloge
- Städtisches Museum Göttingen (Hrsg.): Alfred Pohl, Graphische Arbeiten. Göttingen 1996.
- Alfred Pohl : Ausstellung von Farbholzschnitten und Radierungen vom 9. Februar–4. März 1978. Galerie Klaus v. Francheville, Hannover 1978.
- Alfred Pohl. Holzschnitte und Radierungen: 27.10.–23.12.1988. Frankfurter Kunstkabinett Hanna Bekker vom Rath, Frankfurt a. M. 1988.
- Alfred Pohl. Entdeckungen – Verbundenheit – Verlorene Platten: Descubrimientos – Compenetracion – Planchas perdidas. MAN Roland Druckmaschinen AG, 2002, Offenbach  2002.
- Gerd Unverfehrt, Katja Riemer, Manuela Wengelnik u. a.: Alfred Pohl: Retrospektive ; [... anlässlich der Ausstellung Alfred Pohl. Retrospektive, Landschaftsverband Rheinland, Rheinisches Landesmuseum Bonn 18. September bis 2. November 2008, Kunstsammlung der Universität Göttingen Sommer 2009]. Rheinisches Landesmuseum, Bonn 2008.
- Frieder Gadesmann: Sieben Engel für Württemberg. Stuttgart 2009.
- Frieder Gadesmann: Engel für Sindelfingen. Sindelfingen 2010.